# Ruth Elkrief
Pour les articles homonymes, voir Elkrief.
Ruth Elkrief, née le 1er décembre 1960 à Meknès (Maroc), est une journaliste et éditorialiste française.
Entre 1987 et 2001 elle a été correspondante, chef du service politique et présentatrice sur TF1. Après avoir participé à son lancement en 2005, elle exerce sur la chaîne d'information en continu BFM TV jusqu'en 2021. En 1994 elle contribue à  la création de LCI, où elle présente les journaux et mène des interviews politiques jusqu'en 1999, puis revient sur cette chaîne en 2021.
À la radio elle a officié de 2001 à 2005 sur RTL, où elle a notamment animé Le Grand Jury.

## Biographie

### Famille et origines
Ruth Elkrief est née le 1er décembre 1960 à Meknès (Maroc). Elle est issue d'une famille juive « traditionnelle » établie au Maroc depuis plusieurs générations. Sa mère Marie-Louise Rouach est professeur de français et son père,
Joseph Elkrief est directeur d'une agence automobile,,
. Elle grandit dans une fratrie de trois enfants: son frère est journaliste à France Télévision et sa sœur est avocate.  Son grand-oncle Chalom Messas, fut grand rabbin du Maroc puis de Jérusalem. 
En 1974, la famille s'envole pour Paris et s'installe à Saint-Cloud (Hauts-de-Seine). Le 2 avril 1976, alors âgée de 15 ans, Ruth Elkrief acquiert la nationalité française, par l'effet collectif attaché à la naturalisation de ses parents.
Ruth Elkrief est mariée au chef d'entreprise Claude Czechowski, avec qui elle a deux filles,.

### Formation
Elle entre en septembre 1978 en année préparatoire à l'Institut d'études politiques de Paris. Diplômée de l'Institut d'études politiques de Paris (promotion 1981, section Politique Economique et Sociale), elle y continue ses études et obtient aussi un DEA en études politiques en 1983. Elle est diplômée du Centre de formation des journalistes (promotion 1984),.

### Débuts sur FR3 et dans la presse écrite
Ruth Elkrief fait ses premières apparitions à la télévision en 1984 comme journaliste à FR3 Bourgogne Franche-Comté. 
Elle acquiert ensuite une première expérience en presse écrite, au quotidien Le Matin de Paris, de 1985 à 
1987.

### Groupe TF1 et RTL
Elle est recrutée à TF1 en 1987 par la directrice de l'information Michèle Cotta, qu'elle considère comme sa « marraine de télévision ». En 1990, Ruth Elkrief devient la correspondante de la première chaîne à Washington, D.C. (où elle gagne en notoriété, couvrant la guerre du Golfe), avant d’être nommée chef du service politique et de présenter, de 1991 à 1994, le journal de 23 heures le week-end réalisé par Richard Guillon et François Lopez. En 1994, elle participe à la création de la première chaîne d’information en continu LCI (filiale de TF1), où elle présente Le grand Journal, aux côtés de David Pujadas, puis une interview quotidienne entre 19 h et 20 h. En septembre 1999, elle lance sur TF1 19h dimanche, une émission qui propose des reportages et une interview d’une personnalité. Elle reprend ainsi la tranche de Public présentée par Michel Field, qui n'était pas parvenu à faire oublier le 7 sur 7 d’Anne Sinclair. Cependant, comme pour son prédécesseur son magazine est un échec d'audiences est remplacé en septembre 2000 par Sept à huit de Laurence Ferrari et Thomas Hugues.
En 2001 elle rejoint RTL pour réaliser l'interview politique du matin (du lundi au vendredi à 7 h 50) puis coprésente entre 2003 et 2005 Le Grand Jury RTL-Le Monde-LCI.

### Passage sur Canal +
Le 15 février 2005 Ruth Elkrief présente C'est déjà demain, une émission politique d'anticipation conçue avec Jérôme Caza, produite par 2P2L et diffusée en première partie de soirée sur Canal +. Le journaliste Guillaume Malaurie accuse alors la chaîne de plagiat sur un concept d'émission qu'il avait en 2000.

### BFM TV
En novembre 2005 elle participe au lancement de la chaîne d’information en continu BFM TV. Elle présente le tout premier journal le 28 novembre 2005 à 18 h en interviewant en direct Dominique Baudis, président du CSA. Elle présente ensuite du lundi au vendredi à 18 h et à 19 h deux journaux de 30 minutes chacun.
En mai 2006 Ruth Elkrief lance également la version 2 de la chaîne (nouveaux décors, nouvel habillage et suppression du tout-image en semaine) et anime la tranche de 18 h à 20 h du lundi au vendredi. De novembre 2006 jusqu'à fin 2007 elle coprésente chaque jeudi, avec Hedwige Chevrillon de BFM, Le Duo BFM, la première émission commune à la radio d’informations économiques BFM et BFM TV (qui appartiennent toutes les deux au groupe NextRadioTV), dans laquelle les deux journalistes interviewent une personnalité politique.
À partir de janvier 2007 Ruth Elkrief anime simplement la case du 19 h - 20 h du lundi au vendredi (Nathalie Lévy reprenant le 18 h - 19 h) avec un magazine sur l'élection présidentielle française de 2007, Élysée 2007, où elle arbitre notamment un débat entre deux acteurs politiques. En juin 2007 la case devient 19h Ruth Elkrief, un grand journal télévisé. De janvier 2008 à juin 2008 elle coprésente, avec Hedwige Chevrillon et Olivier Mazerolle, La Tribune BFM le dimanche de 18 h à 19 h.
À partir de septembre 2008 elle présente, en compagnie de Stéphanie de Muru et Gilane Barret pour les journaux, la nouvelle édition de la mi-journée Midi Ruth Elkrief, du lundi au vendredi de 12 h à 14 h.
En septembre 2010, après deux saisons à la mi-journée, Ruth Elkrief retrouve la tranche de 19 h à 20 h du lundi au vendredi, pour une émission de débats à nouveau intitulée 19h Ruth Elkrief. Le Figaro estime qu'elle a fait de cette tranche horaire stratégique « l'un des lieux incontournables du débat politique et intellectuel » de la télévision française. En 2012, elle joue son propre rôle dans Aux yeux de tous, réalisé par Arnaud Duprey et Cédric Jimenez.
Elle a également présenté Vendredi Ruth Elkrief de 2016 à 2018, le vendredi de 19 h à 20 h (rediffusée le même jour de 21 h à 22 h) sur BFM TV. Elle est envoyée à Molenbeek-Saint-Jean pour l'arrestation de Salah Abdeslam, le 18 mars 2016, ou encore à Londres, lors des résultats du référendum sur l'appartenance du Royaume-Uni à l'Union européenne, le 23 juin de la même année.
À la rentrée 2020, elle ne présente plus son émission 19h Ruth Elkrief et mène une grande interview intitulée Ruth Elkrief, le rendez-vous, diffusée chaque samedi à 13 h.
La même année, selon une enquête de Mediapart, elle est partie prenante de l'opération surnommée par certains "Sauver Sarko", relayée par BFM-TV, qui met en scène un scoop douteux à propos de Ziad Takieddine, alors qu'il revient sur les accusations qu'il avait portées contre Nicolas Sarkozy dans l'affaire du financement libyen de sa campagne présidentielle de 2007. Après la diffusion d'un document censé dédouaner l'ancien président, passé en boucle par la chaîne durant le week-end, la journaliste interviewe ce dernier durant 45 minutes à l'antenne et s'enquiert, en privé, de l'impact de cette opération auprès de Véronique Waché, la conseillère en communication de Nicolas Sarkozy, qu'elle espère réussie.
Après une absence à l'antenne depuis la rentrée de janvier 2021 elle annonce en février son départ de la chaîne après quinze années de présentation.

#### Élection présidentielle de 2017
Le 3 novembre 2016 elle anime avec Laurence Ferrari le second débat de la primaire présidentielle des Républicains, opposant les sept candidats, diffusé sur BFM TV et I-Télé. Le 15 janvier 2017 elle anime avec Laurence Ferrari et Laurent Neumann le second débat de la primaire présidentielle de la Belle Alliance Populaire, opposant les sept candidats, diffusé sur BFM TV et I-Télé.
Le 4 avril 2017 elle anime, avec Laurence Ferrari un débat opposant les onze candidats à l'élection présidentielle, diffusé sur BFM TV et CNews ainsi que sur RMC, Dailymotion et YouTube. C'est la première fois dans une élection présidentielle en France qu'un débat télévisé rassemble l'ensemble des candidats.
Son traitement de l'affaire Fillon suscite de nombreuses réactions. Notamment, elle s'interroge sur cette exigence « très forte et un peu totalitaire de transparence » et demande à Louis-Marie Horeau, directeur du Canard enchainé s'il a « l’intention de feuilletonner longtemps ce poison lent qui influe sur l’élection ? »,. Elle indique également être « solidaire » de Penelope Fillon, estimant qu' « elle n'a pas demandé à se retrouver au milieu de cette tempête et [qu'] elle est assez bouleversée ». Elle indique plus tard regretter ce terme de « solidaire », après que celle-ci a été mise en examen pour « complicité et recel de détournement de fonds publics ».

### Retour sur LCI
Alors qu'elle est un temps attendue à la tête de la chaîne Public Sénat, Fabien Namias, directeur général adjoint de la chaîne d'info en continue du groupe TF1, annonce le 31 mars 2021 que Ruth Elkrief « va faire son grand retour sur LCI »,.
Dès le mois de mai suivant, elle est présente pour l'actualité autour de la pandémie de Covid-19, puis lance sa quotidienne Ruth Elkrief 2022 en août et diffusée du lundi au jeudi de 20h à 22h.
Elle fait partie du dispositif de la chaîne pour la présidentielle de 2022. Elle présente notamment :
- Le Grand Débat entre les candidats au congrès Les Républicains en novembre 2021 avec David Pujadas
- Le Face à Face entre Valérie Pécresse et Éric Zemmour en mars 2022 avec Gilles Bouleau
- les soirées électorales les 10 et 24 avril 2022 avec Julien Arnaud.

Le 23 juin 2023, selon Le Parisien, elle quitte Un œil sur le monde, l'émission qu'elle co-présentait avec Julien Arnaud, et rejoint 24H Pujadas où elle anime la rubrique Partis Pris en remplacement de Jean-Michel Aphatie. Elle intervient également dans certaines émissions de la chaine, selon l'actualité. Elle ne fait plus d'interviews, ni d'animation.
Le 1er novembre 2023, elle tient des accusations infondées à l'encontre de l'Unicef, de Médecins sans frontières, d'Amnesty International et de la Croix-Rouge, dénonçant leur absence de communication « sur les sites des ONG » au sujet du sort des Israéliens retenus en otages par le Hamas.
Le 4 décembre 2023 Gérald Darmanin annonce avoir placé Ruth Elkrief sous protection policière à la suite de la diatribe de Jean-Luc Mélenchon sur le réseau social X, qui l'accuse d'être une « fanatique » et de « mépriser les musulmans », après des propos de la journaliste jugés polémiques par le leader de La France insoumise.
Au cours de la campagne des élections législatives de 2024, Acrimed soutient qu'elle relaie à l'antenne une fausse information à propos de la candidate LFI Amal Bentounsi. Selon Acrimed, la déclaration polémique apparaissait sur le compte Facebook de l’association que la candidate co-animait, celle-ci l’ayant fait retirer « dès qu’elle s’en est rendu compte ».

## Filmographie
- 1995 : Les Trois Frères, film de Didier Bourdon et Bernard Campan : la journaliste de LCI
- 1998 : Que la lumière soit !, film d'Alex Joffé : la journaliste TV
- 2012 : Hénaut Président, film de Michel Muller : la journaliste de BFM
- 2012 : Aux yeux de tous, film de Cédric Jimenez et Arnaud Duprey : elle-même
- 2014 : Le Dernier Diamant, film d'Éric Barbier : elle-même
- 2020 : Baron noir (saison 3, épisode 7 : Brüder réalisé par Thomas Bourguignon) : elle-même

## Décorations
- Chevalier de la Légion d'honneur le 11 juillet 2018[27], sur le contingent du ministère de la Culture et de la Communication, pour 23 ans de services professionnels.
- Officier de l'ordre des Arts et des Lettres (2025)[28]